# Lista över byggnadstyper
En klassifikation över byggnadstyper som följer internationell standard finns i CoClass.

## Bostadshus

### Enfamiljshus
- Backstuga
- Fritidshus
- Herrgård
- Kedjehus
- Parhus
- Patriciervilla
- Radhus
- Soldattorp
- Stuga
- Suterränghus
- Torp
- Townhouse
- Villa
- Jurta

### Flerfamiljshus

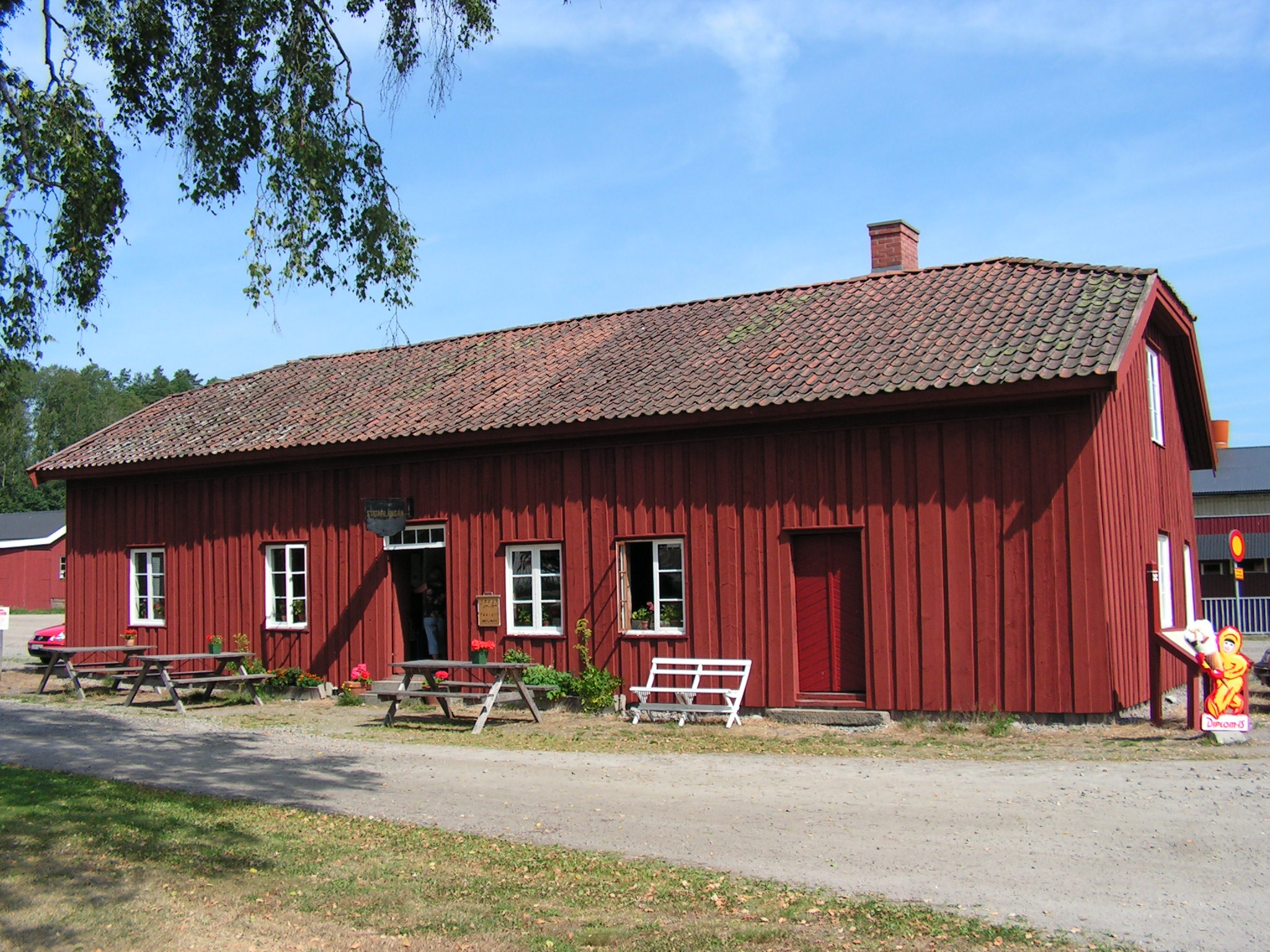
Statarlänga vid Blomsholm

- Atriumhus
- Hyreshus
- Höghus
- Lamellhus
- Landshövdingehus
- Loftgångshus
- Låghus
- Punkthus
- Skivhus
- Smalhus
- Statarlänga
- Stjärnhus

## Lantbruksbyggnader
- Ekonomibyggnad
- Fäbod
- Lada
- Ladugård
- Mangårdsbyggnad
- Stall
- Vagnslider
- Väderkvarn
- Visthus

## Religiösa byggnader
- Gurdwara
- Kyrka
- Kapell
- Katedral
- Minaret
- Moské
- Stupa
- Synagoga
- Tempel

## Gravbyggnader
- Mausoleum
- Pyramid
- Mastaba

## Övriga byggnader
- Badhus
- Bastu
- Barack
- Bod
- Carport
- Datja
- Eremitage
- Fabrik
- Friggebod
- Fyr
- Garage
- Hangar
- Hotell
- Jordkällare
- Koja
- Konsthall
- Lagerlokal
- Lusthus
- Malmgård
- Mur
- Museum
- Palats
- Slott
- Skolhus
- Skyskrapa
- Tält
- Triumfbåge
- Vattentorn
- Vedbod
- Vindskydd
- Wigwam

## Källhänvisningar
1. ↑  ”CoClass - Klassifikation av byggd miljö”. coclass.byggtjanst.se. https://coclass.byggtjanst.se/. Läst 5 november 2016.